# Sistemul celor trei epoci
Sistemul celor trei epoci reprezintă un model de periodizare a preistoriei omenirii în trei perioade consecutive denumite după materialul folosit în fabricarea uneltelor:
- Epoca Pietrei
- Epoca Bronzului
- Epoca Fierului

Acest sistem descrie evoluția societății europene și a fost criticat ca fiind foarte strict legat de tehnologia folosită în preistorie.

## Origine
Introducerea acestui sistem este atribuită cercetătorului danez Christian Jürgensen Thomsen în anii 1820 care încerca să clasifice colecția de materiale arheologice a Muzeului Național al Danemarcei. Thomsen nu a fost primul care încerca să clasifice societățile preistorice după tipul de tehnologie folosită; cercetătorul francez Nicholas Mahudel a propus un sistem similar la începutul secolului XVIII.
Thomsen a argumentat sistemul său ca o evoluție socială logică, astfel presupunea ca nimeni nu ar utiliza unelte de piatră daca ar exista deja tehnologia bronzului și ulterior a fierului. Sistemul creat de el a stat la baza primelor datări de piese arheologice și situri.

## Împărțire
În 1865 Epoca Pietrei în Eurasia a fost împărțită în paleolitic și neolitic după publicarea de către John Lubbock a lucrării sale Prehistoric Times. Alte subdiviziuni au fost adăugate spre a împărți fiecare epocă în trei perioade: timpuriu, mijlociu și târziu.
Mai există de asemenea mezolitic sau epipaleolitic între epoca paleolitică și cea neolitică în anumite regiuni, perioade intrate în literatura de specialitate începând cu 1930.
În unele regiuni descoperirile arheologice au făcut necesară introducerea unor alți termeni ca epoca cuprului sau calcolitic între neolitic și epoca bronzului. Termenul megalitic nu se referă la o epocă a preistoriei ci definește folosirea unor blocuri de piatră de mari dimensiuni în anumite construcții.

## Datare
Evoluția cercetării științifice în seriere, tipologie, stratigrafie permit o mai exactă datare a pieselor și complexelor arheologice. Prin folosirea sistemului celor trei epoci nu se poate realiza decât o datare în cronologie relativă. Mari eforturi s-au făcut în a raporta acest sistem european la cronologia din Orientul Apropiat sau din Egiptul Antic mai ales pana la apariția metodelor moderne de cronologie absolută cum ar fi datarea cu carbon.

## Dificultăți
Acest sistem a fost dificil de aplicat în afara Europei. Unele societăți nu au evoluat la fel cu cele europene sărind diverse etape. De exemplu în Africa în unele regiuni neoliticul este urmat de epoca fierului; în zona amazoniană societățile de aici au rămas la stadiul de neolitic.
De asemenea unele tehnologii au rămas la fel chiar și în evoluția societăților din Europa. De exemplu unele unelte de piatră s-au realizat chiar și în epoca fierului. De asemena unele obiecte de metal apar încă din neolitic.

## Alte terminologii
Practica folosirii numelui unui material pentru a caracteriza o perioadă din istoria omenirii se aplică constant. De pildă se folosesc termeni ca epoca siliciului (silicon age) spre a defini utilizarea masivă a calculatoarelor sau epoca petrolului (oil age) pentru a face referire la începutul secolului XX. 
S-a mai folosit termenul de epoca de jad (Jade Age) ca urmare a unor descoperiri făcute în provincia  Liangzhu din China și se referă la o etapă premergătoare epocii bronzului din această regiune.

## Tabel explicativ
| Epocă           | Perioadă                      | Unelte | Economie                                                                                     | Așezări                                                                         | Societate                                        | Religie |
| --------------- | ----------------------------- | --- | -------------------------------------------------------------------------------------------- | ------------------------------------------------------------------------------- | ------------------------------------------------ | --- |
| Epoca Pietrei   | Paleolitic                    | Unele unelte și folosirea unor obiecte găsite în natură – străpungătoare, toporașe de mână, ace realizate din lemn, os, corn, piatră                       | Cules și vânătoare                                                                           | Migrații și locuiri în peșteri, colibe, mici tabere mai ales pe malurile apelor | Grupuri de vânători-culegători (25-100 persoane) | Credința în viața de după moarte începe în Paleoliticul Mijlociu. Apar primele înmormântări. Șamanism în paleolitic și mezolitic. Primele temple și sanctuare apar în neolitic. O dată cu epoca bronzului apare cultul soarelui în directă legătură cu apariția metalurgiei. |
| Epoca Pietrei   | Mezolitic (sau Epipaleolitic) | Unele unelte și folosirea unor obiecte găsite în natură – se inventează arcul și săgeata, coșul de pescuit, barca monoxilă, începe domesticirea animalelor | Cules și vânătoare                                                                           | Migrații și locuiri în peșteri, colibe, mici tabere mai ales pe malurile apelor | Tribul                                           | Credința în viața de după moarte începe în Paleoliticul Mijlociu. Apar primele înmormântări. Șamanism în paleolitic și mezolitic. Primele temple și sanctuare apar în neolitic. O dată cu epoca bronzului apare cultul soarelui în directă legătură cu apariția metalurgiei. |
| Epoca Pietrei   | Neolitic                      | Unelte și folosirea unor obiecte găsite în natură – vase de ceramică, plugul, diverse arme, topoare cu gaură de fixare a cozii, domesticirea animalelor    | Revoluția neolitică - tranziția la agricultură. La care se adaugă vânătoare, pescuit, cules. | Locuire sedentară bazată pe agricultură și creșterea animalelor                 | Apariția etnosului                               | Credința în viața de după moarte începe în Paleoliticul Mijlociu. Apar primele înmormântări. Șamanism în paleolitic și mezolitic. Primele temple și sanctuare apar în neolitic. O dată cu epoca bronzului apare cultul soarelui în directă legătură cu apariția metalurgiei. |
| Epoca Bronzului | Epoca Bronzului               | Unelte din cupru și bronz, roata olarului | Agricultură, metalurgie, domesticirea calului, comerț                                        | Locuire sedentară bazată pe agricultură și creșterea animalelor                 | Apariția etnosului                               | Credința în viața de după moarte începe în Paleoliticul Mijlociu. Apar primele înmormântări. Șamanism în paleolitic și mezolitic. Primele temple și sanctuare apar în neolitic. O dată cu epoca bronzului apare cultul soarelui în directă legătură cu apariția metalurgiei. |
| Epoca Fierului  | Epoca Fierului                | Unelte și arme din fier | Agricultură, metalurgie, domesticirea calului, comerț                                        | Apariția orașelor                                                               | Formarea statelor                                | Credința în viața de după moarte începe în Paleoliticul Mijlociu. Apar primele înmormântări. Șamanism în paleolitic și mezolitic. Primele temple și sanctuare apar în neolitic. O dată cu epoca bronzului apare cultul soarelui în directă legătură cu apariția metalurgiei. |